# Andrómaca (Racine)
Andrómaca (en el original Francés Andromaque) es una tragedia escrita por el dramaturgo francés Jean Racine que fue estrenada el 17 de noviembre de 1667.
El tema de la obra se remonta al personaje mitológico Andrómaca que tras la guerra de Troya, en la que Aquiles dio muerte a su esposo Héctor, es entregada como esclava a Pirro (Neoptólemo en la versión de Eurípides), hijo de Aquiles. El mito de este personaje ya había sido tratado por Eurípides en una obra homónima y se inspira en la Eneida de Virgilio y en Séneca. 
En esta obra se muestra ya con toda nitidez la mayor parte de las características dramáticas de Racine, que son la pureza de la tragedia nacida del ser humano condenado por la fatalidad, el fondo legendario y la sucesión de los diferentes estados de ánimo. En esta obra, al igual que sucede en la mayor parte de las tragedias de Racine, no existen acontecimientos externos.
La estructura de la obra es una cadena amorosa de un solo sentido: Orestes ama a Hermíone, que desea a Pirro, que ama a Andrómaca. Esta, por su parte, solo piensa en su difunto esposo Héctor y en su hijo Astianacte. La llegada de Orestes a la corte de Pirro señala el desencadenamiento de los acontecimientos trágicos. La importancia que tiene el tema galante es una reminiscencia de la tragedia anterior de Racine, Alejandro Magno. Sus obras siguientes irán destilando poco a poco el elemento trágico hasta conseguir el máximo con Fedra.

## Argumento

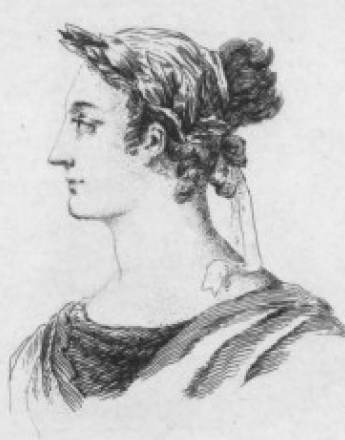
Mademoiselle Du Parc, actriz de la compañía de Molière que interpretaba el papel de Andrómaca.

### Primer acto
Orestes, llegado a la corte de Pirro, se encuentra con su amigo Pylade. Enamorado de Hermíone, ha venido para exigir a Pirro la muerte de Astianacte, temeroso de que el hijo de Héctor quiera vengar algún día a Troya. Pirro, en un primer momento, se niega, pero luego habla con Andrómaca, y como ella le sigue rechazando, amenaza con entregar a Astianacte a los griegos.

### Segundo acto
Orestes habla con Hermíone, que parece dispuesta a escaparse con él si Pirro lo permite. Pero Pirro, que hasta ese momento la había despreciado, anuncia a Orestes que ha decidido entregarle a Astianacte y casarse con Hermíone.

### Tercer acto
Orestes se enfurece ante la perspectiva de perder a Hermíone definitivamente. Andrómaca implora por su hijo a Hermíone y a Pirro. Pirro está dispuesto a cambiar de opinión si acepta casarse con él. Andrómaca duda.

### Cuarto acto
Andrómaca está decidida a casarse con Pirro para salvar a su hijo Astianacte y a darse muerte inmediatamente después para poder seguir fiel a Héctor. Hermíone pide a Orestes que la vengue por los cambios de rumbo de Pirro matándolo.

### Quinto acto
Hermíone lamenta haber pedido la muerte de Pirro, al que ama. Llega Orestes: acaba de llevar a cabo la misión que le había encargado. Hermíone le premia insultándole. Orestes se vuelve loco, golpeado por la maldición de las Erinias. Tras rechazar a Orestes, Hermíone se da muerte.

## Recepción y adaptaciones
Al contrario de lo que ha sucedido con la mayor parte de las obras de Racine, el éxito de Andrómaca no ha decaído en ningún momento, y esta obra siempre ha sido una de las más interpretadas por la Comédie Française. También es la tragedia más estudiada en los centros educativos franceses. La película de Jacques Rivette El amor loco (L'amour fou) trata durante la mitad de su metraje de ensayos de Andrómaca.
El compositor André Grétry escribió en 1780 una ópera en tres actos, Andrómaca, cuyo libreto se basa en la obra de Racine. También Rossini se basó en la obra de Racine al escribir su ópera Ermione en 1819.